# Ладанов, Пётр Фёдорович
Пётр Фёдорович Ладанов (27 августа 1904, Ховрино, Симбирская губерния — 10 января 1989, Выборг, Ленинградская область) — советский государственный и партийный деятель. Председатель Ленсовета в 1950—1954 гг. Кандидат в члены ЦК КПСС в 1952—1956 годах.

## Биография
Родился 27 августа 1904 года в селе Ховрино (ныне — Вешкаймского района Ульяновской области) в крестьянской семье. Член КПСС с 1928 года. Окончил Ленинградский технологический институт (1936), продолжил обучение в аспирантуре при нём, однако защитить диссертацию не смог по причине начала Великой Отечественной войны.
Участник войны (служил в контрразведке, майор), награждён орденом Отечественной войны I степени (05.09.1943).
В 1943—1947 преподаватель в учебных заведениях НКГБ (МГБ) СССР, в 1947—1949 секретарь партбюро Ленинградской школы МГБ СССР. В 1949—1950 гг. первый секретарь Куйбышевского райкома ВКП(б) (Ленинград).
С 18 июля 1950 года по июнь 1954 года — председатель Ленсовета. Член Президиума Верховного Совета РСФСР. В этот период были реконструированы заводы Кировский, «Электросила», металлический, Невский, текстильного машиностроения, Ижорский, Балтийский и многие другие. Закончена реконструкция Невского и Кировского проспектов. Построены Сенной, Мучной и Могилевский мосты через канал Грибоедова.
В июне 1954 года снят с поста в связи с причастностью к репрессиям по «Ленинградскому делу». После этого работал на второстепенных должностях: в 1955—1956 начальник управления Леноблпромстроя, в 1956—1967 председатель Выборгского горисполкома. Используя свой авторитет в центральных органах власти, добился принятия Советом Министров РСФСР специального Постановления о восстановлении и развитии народного хозяйства Выборга. Активно занимался работой по его выполнению: послевоенному строительству, благоустройству, организации водоснабжения и газификации. Был известен привычкой ежедневно совершать пешие прогулки для проверки качества работ по благоустройству города. В 1957—1958 годах для благоустройства города было сделано особенно много, и работа продолжалась в дальнейшем.
Позже, получив статус пенсионера республиканского значения, в 1967—1985 работал директором Выборгского краеведческого музея. Руководил организацией новых постоянных экспозиций после перевода музея в Выборгский замок и реставрационными работами в его помещениях.
С 1985 года на пенсии. Имя Ладанова в 2004 году присвоено выборгской Лужской улице, а на фасаде дома № 22 по проспекту Ленина, в котором он жил, установлена мемориальная доска.
Кандидат в члены ЦК КПСС в 1952—1956. Депутат Верховного Совета СССР 4 созыва. Почётный гражданин Выборга (1983).